# Cheri Blauwet
Cheri Blauwet (Larchwood, 15 maggio 1980) è un'ex atleta paralimpica e medico statunitense.

## Biografia
Blauwet è cresciuta a Larchwood, in Iowa, in una famiglia di agricoltori. Ha usato la sedia a rotelle dall'età di 18 mesi, a seguito di un incidente agricolo che le ha provocato una lesione del midollo spinale situata nella vertebra T10. Ha iniziato a correre al liceo quando è stata reclutata dall'allenatore di atletica della sua scuola. In seguito ha frequentato l'Università dell'Arizona, dove faceva parte della squadra di corsa su sedia a rotelle della scuola e si è laureata con lode in biologia molecolare e cellulare. Ha frequentato la Stanford University School of Medicine, completando la sua specializzazione in medicina fisica e riabilitativa presso la Harvard Medical School e ottenendo una borsa di studio in medicina sportiva presso il Rehabilitation Institute di Chicago.

### Carriera sportiva
Blauwet cominciò la sua carriera sportiva come velocista su sedia a rotelle, per poi concentrarsi su distanze più lunghe. Alle Paralimpiadi estive del 2000, vinse una medaglia d'argento nei 100 metri e tre bronzi negli eventi sui 200, 400 e 800 metri. Gareggiò nella sua prima maratona in Giappone nel 2002 e, due settimane dopo, vinse la maratona di New York, la sua seconda maratona. Ha poi vinto due volte la stessa maratona (2002, 2003), la maratona di Boston due volte (2004, 2005) e la maratona di Los Angeles quattro volte (2003, 2004, 2005 e 2008).
Ai Giochi olimpici del 2004, arrivò quinta nella gara dimostrativa femminile degli 800 metri su carrozzina. Partecipò anche alle Paralimpiadi estive del 2004, dove vinse l'oro negli 800 m, il bronzo nei 5000 m e un altro bronzo nella maratona. È stata anche membro della squadra paralimpica degli Stati Uniti del 2008 a Pechino. Blauwet è stata nominata membro della squadra accademica degli Stati Uniti Today All-USA del 2002 ed è stata nominata per i premi ESPY, Laureus World Sports Awards e "atleta dell'anno" della Women's Sports Foundation.

### Carriera medica
Blauwet ha frequentato la Stanford University School of Medicine, laureandosi nel 2009. Ha completato uno stage in medicina interna presso il Brigham and Women's Hospital nel 2010 e una residenza nel PM&R nel 2013 presso lo Spaulding Rehabilitation Hospital/Harvard Medical School, dove ha lavorato come capo residente. Nel 2014 ha completato una borsa di studio in medicina dello sport presso il Rehabilitation Institute di Chicago. Attualmente è professoressa assistente di PM&R presso la Harvard Medical School e medico curante presso l'ospedale Brigham and Women e lo Spaulding Rehabilitation Hospital, dove è specializzata in medicina dello sport.
Ha pubblicato numerosi articoli scientifici incentrati sulla medicina dello sport, gli sport adattivi e l'esercizio fisico e le donne in medicina. Ha ricevuto l'Harold Amos Diversity Award dalla Harvard Medical School nel 2016, che ha riconosciuto la sua eccellenza nella promozione della ricerca e dell'assistenza clinica per gli atleti con disabilità, nonché nella promozione di opportunità per docenti e tirocinanti con disabilità. Ha ricevuto la laurea honoris causa in Lettere Umane presso l'Emerson College durante la sua 135ª cerimonia di inizio anno nel 2015 ed è stata nominata dalla Camera di commercio di Boston come uno dei dieci giovani leader emergenti di Boston nel 2016.
Blauwet ha assunto molti ruoli di leadership e di difesa, concentrandosi sulla promozione dell'attività fisica e di uno stile di vita sano per le persone con disabilità. Attualmente è presidente della Commissione medica del Comitato Paralimpico Internazionale, è membro del consiglio di amministrazione del Comitato Olimpico degli Stati Uniti e della commissione medica e scientifica del Comitato Olimpico Internazionale. In precedenza ha fatto parte del consiglio di amministrazione dell'Agenzia antidoping degli Stati Uniti, il Consiglio di revisione delle sovvenzioni per la qualità della vita della Fondazione Neilsen ed è stata membro del Comitato per la candidatura olimpica di Boston 2024. Ha parlato alle Nazioni Unite nel 2015 per la Giornata internazionale delle Nazioni Unite per lo sviluppo e la pace ed è stata relatrice principale alla celebrazione di Boston del 25º anniversario dell'Americans with Disabilities Act. Ha viaggiato in Etiopia e in Angola nel 2006 con il programma Sports for Life della Fondazione Veterani del Vietnam d'America, dove ha contribuito ad istruire le comunità sui diritti delle persone con disabilità e a stabilire programmi sportivi sostenibili.

## Palmarès
| Anno | Manifestazione     | Sede   | Evento           | Risultato | Prestazione | Note |
| ---- | ------------------ | ------ | ---------------- | --------- | ----------- | ---- |
| 2000 | Giochi paralimpici | Sydney | 100 m piani T53  | Argento   | 17"70       |      |
| 2000 | Giochi paralimpici | Sydney | 200 m piani T53  | Bronzo    | 32"56       |      |
| 2000 | Giochi paralimpici | Sydney | 400 m piani T53  | Bronzo    | 1'02"83     |      |
| 2000 | Giochi paralimpici | Sydney | 800 m piani T53  | Bronzo    | 2'06"34     |      |
| 2004 | Giochi paralimpici | Atene  | 800 m piani T53  | Oro       | 1'56"54     |      |
| 2004 | Giochi paralimpici | Atene  | 5000 m piani T54 | Bronzo    | 12'00"04    |      |
| 2004 | Giochi paralimpici | Atene  | Maratona T54     | Bronzo    | 1h50'15"    |      |